# Ficus quichauensis
Ficus quichauensis är en mullbärsväxtart som beskrevs av S.S. Chang. Ficus quichauensis ingår i släktet fikonsläktet, och familjen mullbärsväxter. Inga underarter finns listade i Catalogue of Life.